# العلاقات اللاتفية الليختنشتانية
العلاقات اللاتفية الليختنشتانية هي العلاقات الثنائية التي تجمع بين لاتفيا وليختنشتاين.

## مقارنة بين البلدين
هذه مقارنة عامة ومرجعية للدولتين:
| وجه المقارنة                                              | لاتفيا                                             | ليختنشتاين                                 |
| --------------------------------------------------------- | -------------------------------------------------- | ------------------------------------------ |
| المساحة (كم2)                                             | 64.59 ألف                                          | 16                                         |
| عدد السكان (نسمة)                                         | 1.93 مليون                                         | 37.47 ألف                                  |
| الكثافة السكانية (ن./كم²)                                 | 29.88                                              | 234.19 ألف                                 |
| العاصمة                                                   | ريغا                                               | فادوتس                                     |
| اللغة الرسمية                                             | اللغة اللاتفية                                     | اللغة الألمانية                            |
| العملة                                                    | يورو، لاتس لاتفي، الروبل اللاتفي ‏، الروبل اللاتفي ‏ | فرنك سويسري                                |
| الناتج المحلي الإجمالي (بليون دولار)                      | 30.26 مليار                                        | 6.29 مليار                                 |
| الناتج المحلي الإجمالي (تعادل القوة الشرائية) بليون دولار | 49.24 مليار                                        |                                            |
| الناتج المحلي الإجمالي الاسمي للفرد دولار أمريكي          | 14.06 ألف                                          |                                            |
| الناتج المحلي الإجمالي للفرد دولار أمريكي                 | 23.55 ألف                                          |                                            |
| مؤشر التنمية البشرية                                      | 0.819                                              | 0.908                                      |
| رمز المكالمات الدولي                                      | +371                                               | +423                                       |
| رمز الإنترنت                                              | .lv                                                | .li                                        |
| المنطقة الزمنية                                           | ت ع م+02:00، ت ع م+03:00، أوروبا/ريغا ‏             | توقيت وسط أوروبا، ت ع م+01:00، ت ع م+02:00 |

## منظمات دولية مشتركة
يشترك البلدان في عضوية مجموعة من المنظمات الدولية، منها:
| علم المنظمة | اسم المنظمة                    | تاريخ انضمام لاتفيا | تاريخ انضمام ليختنشتاين |
| ----------- | ------------------------------ | ------------------- | ----------------------- |
|             | الاتحاد البريدي العالمي        | ?                   | ?                       |
|             | منظمة حظر الأسلحة الكيميائية   | ?                   | ?                       |
|             | منظمة التجارة العالمية         | 1999                | ?                       |
|             | الأمم المتحدة                  | 17 سبتمبر 1991      | 18 سبتمبر 1990          |
|             | منظمة الشرطة الجنائية الدولية  | ?                   | ?                       |
|             | الاتحاد الدولي للاتصالات       | 11 ديسمبر 1921      | 25 يوليو 1963           |
|             | مجلس أوروبا                    | ?                   | ?                       |
|             | منظمة الأمن والتعاون في أوروبا | 10 سبتمبر 1991      | 25 يونيو 1973           |

## وصلات خارجية
- موقع وزارة الخارجية اللاتفية